# Uleiota quadraticollis
Uleiota quadraticollis is een keversoort uit de familie spitshalskevers (Silvanidae). De wetenschappelijke naam van de soort werd in 1868 gepubliceerd door Léon Marc Herminie Fairmaire.